# Monteignet-sur-l'Andelot
Monteignet-sur-l'Andelot är en kommun i departementet Allier i regionen Auvergne-Rhône-Alpes i de centrala delarna av Frankrike. Kommunen ligger  i kantonen Gannat som ligger i arrondissementet Vichy. År 2022 hade Monteignet-sur-l'Andelot 267 invånare.

## Befolkningsutveckling
Antalet invånare i kommunen Monteignet-sur-l'Andelot
Referens: INSEE